# Carnevale di Varallo Sesia
Il carnevale di Varallo Sesia è la manifestazione carnevalesca che si svolge nell'omonima città.

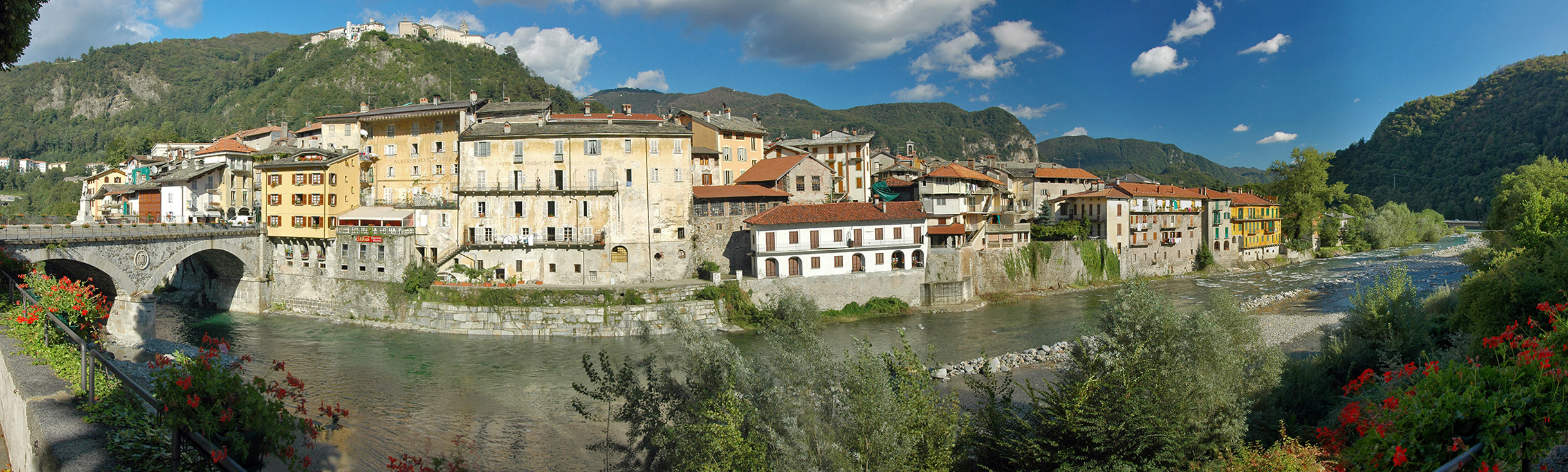
La città di Varallo

## Il carnevale
Il carnevale è una delle tradizioni più antiche della città di Varallo (Valsesia), in provincia di Vercelli.
Le manifestazioni si svolgono ogni anno tra gennaio e marzo: in questo periodo la città è governata dalla maschera Marcantonio Carlavèe e dalla sua consorte Cecca, che organizzano feste, balli e cene per rallegrare i sudditi e portare gioia e solidarietà a tutti i cittadini, soprattutto bambini e anziani.
Il carnevale di Varallo inizia ogni anno il 6 gennaio (giorno dell'Epifania) con la sfilata della “Veggia Pasquetta” e si conclude il mercoledì delle ceneri (giorno di inizio della Quaresima) con il Processo a Marcantonio e il rogo.

## Le origini
Non ci sono informazioni precise sull'origine del carnevale di Varallo. È certo, però, che i festeggiamenti si ripetono da parecchi secoli. Nel corso della storia si sono alternate tradizioni più radicate a manifestazioni recenti, in un susseguirsi di consuetudini che hanno subìto una continua evoluzione. L'iniziativa più antica è certamente la Paniccia, che simboleggia il carattere filantropico e caritatevole del carnevale. La Paniccia consiste nella distribuzione a carcerati e poveri, nel giorno del martedì grasso, di una sostanziosa minestra di riso e verdure. La preparazione e distribuzione di questa pietanza sono una testimonianza della profonda spiritualità dell’antica Valsesia. Salvo occasioni eccezionali (ad esempio alcuni anni della seconda guerra mondiale) la Paniccia è stata preparata ogni anno.
Marcantonio e Cecca sono, invece, figure recenti, mentre la Veggia Pasquetta, oggi figura secondaria, è di antiche origini. Un'altra delle iniziative più antiche è certamente la Giobbiaccia o Giubiaccia. Questa usanza prese il via nella seconda metà del 1800. Gli anni dal 1861 al 1870 furono catastrofici per la Valsesia: inverni rigidi, neve, gelo, epidemie, disgrazie. Nell'inverno 1865-66 divampò un tremendo incendio a Quarona che coinvolse diverse case, portando sul lastrico una ventina di famiglie. Su questo sfondo si avviò la tradizione del giovedì grasso, quando una schiera di giovani e studenti varallesi approfittando delle feste carnevalesche iniziò a raccogliere offerte per gli incendiati, distribuendo una canzone dialettale composta per l'occasione. Negli anni seguenti l'iniziativa proseguì con la composizione di nuove canzoni, che vennero vendute a favore dei bisognosi. Dal 1866 a oggi, ogni anno fu scritta una canzone della Giubiaccia.
Il primo Marcantonio del 1905 fu Cleto Imazio, accompagnato dall'avvocato Vincenzo Negri, che interpretava la Cecca. La maschera femminile fu per oltre mezzo secolo interpretata sempre da un uomo travestito.
Nel 2005 è stato festeggiato il centesimo anniversario dalla prima interpretazione della maschera.
Fino agli anni '50 si svolgeva anche la sfilata dei carri, usanza ormai abbandonata per non ben definite ragioni.
La partecipazione diretta della popolazione a partire dai primi del '900, interpretando personalmente le maschere che prima erano di carta pesta, consentì di ricambiare le visite del Peru e della Gin, le maschere del vicino Carnevale di Borgosesia, rafforzandone con gli anni il sodalizio tra i due comitati.
Sono presenti anche delle maschere di quartiere, dette rionali: le più note sono il Dugo e la Duga, del quartiere di Varallo Vecchio. Questo comitato è fautore di una propria paniccia distribuita la domenica prima del martedì grasso.

## Gli eventi
Il calendario del carnevale di Varallo per tradizione si apre con la giornata della Veggia Pasquetta, che si svolge ogni anno nel giorno dell'Epifania quando un rogo sul greto del torrente Mastallone dà origine al nuovo carnevale.
L'evento più significativo che segue è l'elezione della Cecca, la regina del carnevale. L'identità della maschera (che cambia ogni anno, così come tutte le maschere femminili del gruppo) rimane segreta fino alla sera del Ballo della Cecca, durante il quale il suo volto viene svelato ai cittadini.
Tra gli altri appuntamenti più importanti c'è poi la Carnevalàa n'tla stràa una festa per le strade e le piazze di Varallo con la consegna delle chiavi della città dal sindaco a Marcantonio, cerimonia che consegna simbolicamente nelle mani della maschera le sorti della città nel periodo del carnevale.
A partire dal 2004 era stata ripresa anche la tradizione del Palio valsesiano, una folle gara per le vie di Varallo con fantasiosi carretti, presentati dai comitati carnevale dei rioni e delle frazioni di Varallo, evento poi sospeso nel 2008).
Nel calendario ci sono anche altri numerosi appuntamenti: la cena della pignatta, la Serata culturale, dedicata alla storia del carnevale e della città di Varallo, il Ballo dei bambini e quello per gli anziani chiamato Coriandoli d'argento.
Il giovedì grasso a Varallo si festeggia la Giubiaccia, con la vendita della canzone satirica del carnevale per le vie della città. L'ultimo weekend del carnevale (quello che precede il mercoledì delle ceneri e quindi l'inizio della Quaresima) è il più intenso. martedì grasso è la Giornata della legna, quando le maschere e moltissimi cittadini si recano in frazione Crevola per prendere la legna per cucinare la Paniccia, che viene preparata il giorno successivo.
Alla sera si svolge il Bal d'la Lum, un ballo in maschera che richiama migliaia di persone da tutta la valle e che si conclude a notte fonda.
Il martedì grasso in piazza San Carlo viene cucinata e distribuita alla popolazione la Paniccia, un minestrone di riso e verdure cotto sul fuoco dentro enormi pentoloni. Questa tradizione è una delle più antiche del carnevale: un tempo serviva per garantire un piatto caldo alle persone più povere della città e ai carcerati. Il carnevale si conclude il mercoledì delle ceneri con il Processo a Marcantonio, uno spettacolo teatrale durante il quale ogni anno la maschera cerca ci sfuggire al suo inevitabile destino, cui segue la fiaccolata e il rogo del fantoccio della maschera sul ponte Antonini, che segna la conclusione del periodo di festa e l'inizio della Quaresima.
Per la manifestazione della Carnevalàa n’tla stràa e del Bal d’la Lum sia di richiamo per migliaia di persone provenienti da tutta la valle e anche dal circondario|migliaia di persone, oltre che a numerosi gruppi mascherati, valsesiani e non. persone